# Кокли, Марта
Ма́рта Мэ́ри Ко́кли (англ. Martha Mary Coakley; род. 14 июля 1953, Питсфилд, Массачусетс, США) — американская политическая и государственная деятельница, юрист, окружной прокурор Мидлсекса (1999—2007) и генеральный прокурор штата Массачусетс (2007—2015). В 2010 году, представляя Демократическую партию, участвовала в выборах сенатора от Массачусетса. Набрав 47% голосов, проиграла Скотту Брауну. В 2014 набрала 46,5% голосов на выборах губернатора Массачусетса, уступив Чарли Бейкеру.

## Биография

### Ранние годы
Родилась в Питсфилде, Массачусетс, в семье Эдварда и Филлис Кокли. Её отец, ветеран Второй мировой и Корейской войн, был мелким предпринимателем. Мать занималась работой по дому. Когда Марте исполнился год, семья переехала в Норт-Адамс. Там же она училась в школе святого Джозефа и старшей школе Друри. Выпустилась в 1971 году.

### Образование и начало карьеры
В 1975 Кокли окончила Колледж Уильямс cum laude, со степенью бакалавра искусств. В 1979 окончила школу права Бостонского университета со степенью доктора юридических наук. Летом 1978 года, будучи студенткой юридического факультета, Кокли работала в юридической фирме «Донован и О'Коннор» из Адамса, штат Массачусетс. После окончания школы права, Кокли начала работать юристкой в Бостоне, Массачусетс. Сперва в юридической фирме «Паркер, Колтер, Дэйли и Уайт» (англ. Parker, Coulter, Daley & White), а затем практиковалась в «Гудвин Проктер» (англ. Goodwin Procter).

### Помощница окружного прокурора
В 1986 году Кокли стала работать в качестве помощницы окружного прокурора в Лоуэлле, штат Массачусетс. Год спустя, министерство юстиции США предложило ей должность специального адвоката в состав Бостонских сил по борьбе с организованной преступностью англ. Boston Organized Crime Strike Force. Кокли вернулась в окружную прокуратуру в 1989 году и через два года была назначена начальницей отдела уголовного преследования за жестокое обращение с детьми.
В 1997 году Кокли, окружной прокурор Том Райли и Жерар Леон возглавили судебное преследование молодой британской няни Луизы Вудворд (англ. Louise Woodward), которая впоследствии была осуждена за смерть восьмимесячного Мэтью Ипена (англ. Matthew Eappen) из Ньютона, штат Массачусетс.

### Выдвижение в сенаторы от Массачусетса (2010)

Результаты выборов по округам штата

### Выдвижение в губернаторы Массачусетса (2014)

Результаты выборов по округам штата